# Torynesis mintha
Torynesis mintha är en fjärilsart som beskrevs av Geyer-hübner 1837. Torynesis mintha ingår i släktet Torynesis och familjen praktfjärilar. Inga underarter finns listade i Catalogue of Life.